# 이보 요시포비치
이보 요시포비치(크로아티아어: Ivo Josipović, 1957년 8월 28일 ~ )는 크로아티아의 대통령이다.
1980년에 자그레브 대학교 법학과를 졸업했으며 1985년에는 형법 문학 석사, 1994년 범죄학 철학 박사 학위를 받았다. 음악 대학 교수, 법 전문가, 음악가, 작곡가로도 활동했었고, 크로아티아 사회민주당 (SDP) 소속으로 크로아티아 의회의 국회의원을 역임하였다.
2009년 12월 27일에 요시포비치는 11명의 경쟁자 (34%)보다 더 많은 득표를 하여 당선되었다. 그러나, 완전한 승리를 확보하기 위하여 필요한 과반수를 확보하지 못했었다. 2010년 1월 10일, 무소속 후보 밀란 반디치와 결선 투표에서 맞닥뜨렸다. 반디치는 첫 번째 라운드에서 14.8%의 지지를 받았으며, 12 명의 후보 중 두 번째를 랭크했다.
이보 요시포비치는 크로아티아의 총선거에서 승리를 가늠할 수 없는 상태가 되었다. 노바 프라베드노스트 (Nova Pravednost, 새로운 정의) 로 선거운동을 하면서, 오늘날 크로아티아에 흠집을 남기는 뿌리 깊은 사회적 부정, 부패, 범죄 모의를 처리하기 위하여 새로운 사회적이며 법적인 틀을 부르짖었다. 이것은 개인의 권리 보호와 평등, 인권, 정의, 근면, 사회적인 공감과 창조 같은 그러한 근본적인 가치의 진보를 포함했다.
2010년 1월 11일, 요시포비치는 결선투표에서 60.3%를 획득하여, 무소속 후보 반디치를 누르고 크로아티아의 대통령으로 당선되었다. 같은해 2월 19일, 크로아티아의 제3대 대통령으로 취임하였다.
2015년 1월 요시포비치는 차기 대통령 선거에서 크로아티아 민주동맹의 콜린다 그라바르키타로비치에게 근소한 차로 패배했고, 2015년 2월 19일 그라바르키타로비치 제4대 대통령의 취임과 함께 퇴임한다.

## 참고
1. ↑  "New Justice" / Main campaign page
2. ↑  이진례 (2010년 1월 11일). “크로아티아 야당 후보 이보 조시포비치 대선 승리”. 뉴시스. 2014년 8월 12일에 원본 문서에서 보존된 문서. 2010년 1월 11일에 확인함.
3. ↑  정진탄 (2010년 2월 19일). “요시포비치, 크로아티아 새 대통령 취임”. 뉴시스. 2011년 3월 4일에 확인함.
4. ↑  이소영 (2015년 1월 15일). “크로아티아에 첫 여성 대통령 탄생”. 여성신문. 2015년 2월 17일에 원본 문서에서 보존된 문서. 2015년 2월 17일에 확인함.